# Самоопыление
Самоопыле́ние (автогамия, аутогамия) — форма гомогамии, тип опыления у высших растений.
При самоопылении  пыльца из пыльников переносится на рыльце пестика того же самого цветка или между цветками одного растения. К самоопыляемым растениям относятся горох, фиалки, пшеница, помидоры, ячмень, фасоль, нектарин.
Различают несколько способов самоопыления:
- автога́мия (от др.-греч. αὐτός — «сам» и γάμος — «брак») — перенос пыльцы на рыльце пестика того же хазмогамного (открытого) цветка. Реализуется разными способами: в бутонах (бутонная автогамия), при прямом соприкосновении рыльца и пыльников (контактная автогамия), при высыпании пыльцы из пыльников и оседании ее на рыльце под действием собственной тяжести (гравитационная автогамия), ветра (ветроавтогамия), мельчайших насекомых, обитающих в цветке (трипс-автогамия).

Бутонная автогамия встречается реже, чем другие способы автогамии, отмечена у представителей семейств гвоздичные, бобовые, розовые, норичниковые, злаки.
Контактную автогамию можно наблюдать у седмичника европейского, цирцеи альпийской, майника двулистного. Обязательная контактная автогамия наблюдается у копытня европейского.
Гравитационная автогамия наблюдается у одноцветки. Гравитационной автогамии может способствовать ветер, поскольку при раскачивании и сотрясении растений пыльца высыпается через отверстия (поры), имеющиеся в пыльниках вересковых и грушанковых.
Трипс-автогамия встречается у разных растений, чаще всего у сложноцветных с мелкими трубчатыми цветками.
- гейтонога́мия (от др.-греч. γείτων — «сосед» и γάμος — «брак») — опыление происходит в пределах одного растения. Может совершаться различными путями. Например, под влиянием собственной тяжести пыльца с верхних цветков соцветия может попадать на рыльца нижерасположенных цветков. Таким образом происходит опыление у многих вересковых. Гейтоногамии может способствовать ветер или животные, посещающие цветки. Гейтоногамия возможна также при непосредственном контакте восприимчивых рылец одних цветков со вскрывшимися пыльниками соседних цветков. Подобный контакт отмечается в густых соцветиях, состоящих из множества мелких цветков, находящихся в разной стадии цветения (некоторые зонтичные, астровые, капустные, гвоздичные, маревые).
- клейстога́мия (от др.-греч. κλειστός — «закрытый» и γάμος — «брак») — опыление осуществляется в никогда не открывающихся цветках. Это явление широко распространено у дикорастущих и культурных растений. Обнаружено у почти 700 видов растений из почти 60 семейств. Клейстогамия наблюдается у арахиса, некоторых видов фиалок, гусмании, кислицы обыкновенной, кактусов рода фрайлея.

Самоопыление (в любой форме) рассматривается как вторичное явление, вызванное крайними условиями среды, неблагоприятными для перекрестного опыления. В таких случаях оно выполняет страхующую функцию, выступая в качестве резервного способа опыления.
Чаще всего случаи самоопыления отмечаются у растений тундр, темнохвойной тайги, высокогорий, пустынь и у раноцветущих весенних растений.
Самоопыление в большей мере свойственно однолетникам, чем многолетникам.
Ч. Дарвин в Автобиографии писал, что природа испытывает отвращение к постоянному самооплодотворению, уточнив при этом, что растению, очевидно, более выгодно производить семена путем самоопыления, чем не производить их совсем или производить в крайне малом количестве.
По современным представлениям, самоопыление может оказывать и благоприятное влияние на процессы видообразования. И. И. Шмальгаузен в книге Факторы эколюции (1968) дает следующее толкование проблемы. При свободном скрещивании внутри больших популяций любая удачная комбинация признаков будет распадаться и не сможет быть удержана потомством. Поэтому некоторое ограничение свободного скрещивания так же необходимо для прогрессивной эволюции, как и само свободное скрещивание и комбинирование. В самоопылении следует видеть изоляцию новых форм. Самоопыление способствует быстрому распространению новой формы и сохраняет ее от дезинтеграции.
В самоопыляемых популяциях поддерживается определенный уровень генетической изменчивости.